# Raúl Primatesta
Raúl Primatesta, né le 14 avril 1919 à Capilla del Señor en Argentine et mort le 1er mai 2006 à Córdoba, est un cardinal argentin, archevêque de Córdoba de 1965 à 1998.

## Biographie

### Prêtre
Formé au séminaire San José de La Plata, Raúl Primatesta prolonge ses études à Rome où il suit les cours de l'Université pontificale grégorienne et de l'institut biblique pontifical. Il obtient une licence en écritures sacrées. Il est ordonné prêtre à Rome le 25 octobre 1942 pour le diocèse de La Plata par le cardinal Luigi Traglia.
De retour dans son diocèses, il exerce différents ministères, en particulier au séminaire San José de La Plata.

### Évêque
Nommé évêque auxiliaire de La Plata, avec le titre d'évêque in partibus de Tanais le 14 juin 1957, il est consacré le 15 août.
Il devient ensuite le premier évêque du nouveau diocèse de San Rafael le 12 juin 1961. Il est nommé par Jean XXIII au sein de la commission préparatoire du concile Vatican II.
Paul VI le nomme archevêque de l'archidiocèse de Córdoba le 16 février 1965. Il s'attache à y mettre en œuvre les directives conciliaires. Il le restera pendant trente-trois ans, se retirant le 17 novembre 1998.
Il est président de la Conférence épiscopale argentine de 1986 à 1998.

### Cardinal
Il est créé cardinal par le pape Paul VI lors du consistoire du 5 mars 1973, avec le titre de cardinal-prêtre de Beata Maria Vergine Addolorata a piazza Buenos Aires.